# Andrzej Chądzyński
Andrzej Chądzyński herbu Ciołek (zm. przed 9 lutego 1633 roku) – wojewoda podlaski w 1625 roku, kasztelan wiski w latach 1621–1625, starosta jezierzyski w 1625 roku, starosta nurski w 1591 roku, dworzanin dworu królowej Anny Jagiellonki.